# Super Mario
Super Mario est une série de jeux vidéo de plates-formes créée par Nintendo et mettant en scène sa mascotte Mario ainsi que, dans beaucoup de jeux, son frère Luigi et son antagoniste Bowser. Il s'agit de la première série de la franchise Mario. Au moins un jeu Super Mario est sorti sur chaque console majeure de Nintendo depuis le premier épisode, Super Mario Bros., sorti en 1985 sur Nintendo Entertainment System.
Les jeux Super Mario mettent en scène les aventures de Mario dans le Royaume Champignon. Mario progresse dans des niveaux variés dans lesquels il saute pour battre des ennemis. Le jeu met généralement en scène des intrigues simples ; la plus commune étant que Bowser, le principal ennemi, kidnappe la princesse Peach, que Mario doit ensuite sauver. Super Mario Bros. a établi beaucoup de concepts et d'éléments de gameplay qui apparaissent dans presque chaque jeu de la série, incluant une multitude de power-ups qui donnent à Mario des capacités spéciales, par exemple celle de lancer des boules de feu, ou d'autres choses.
Les jeux Super Mario font partie de la série de jeux vidéo la plus vendue de tous les temps.

## Système de jeu

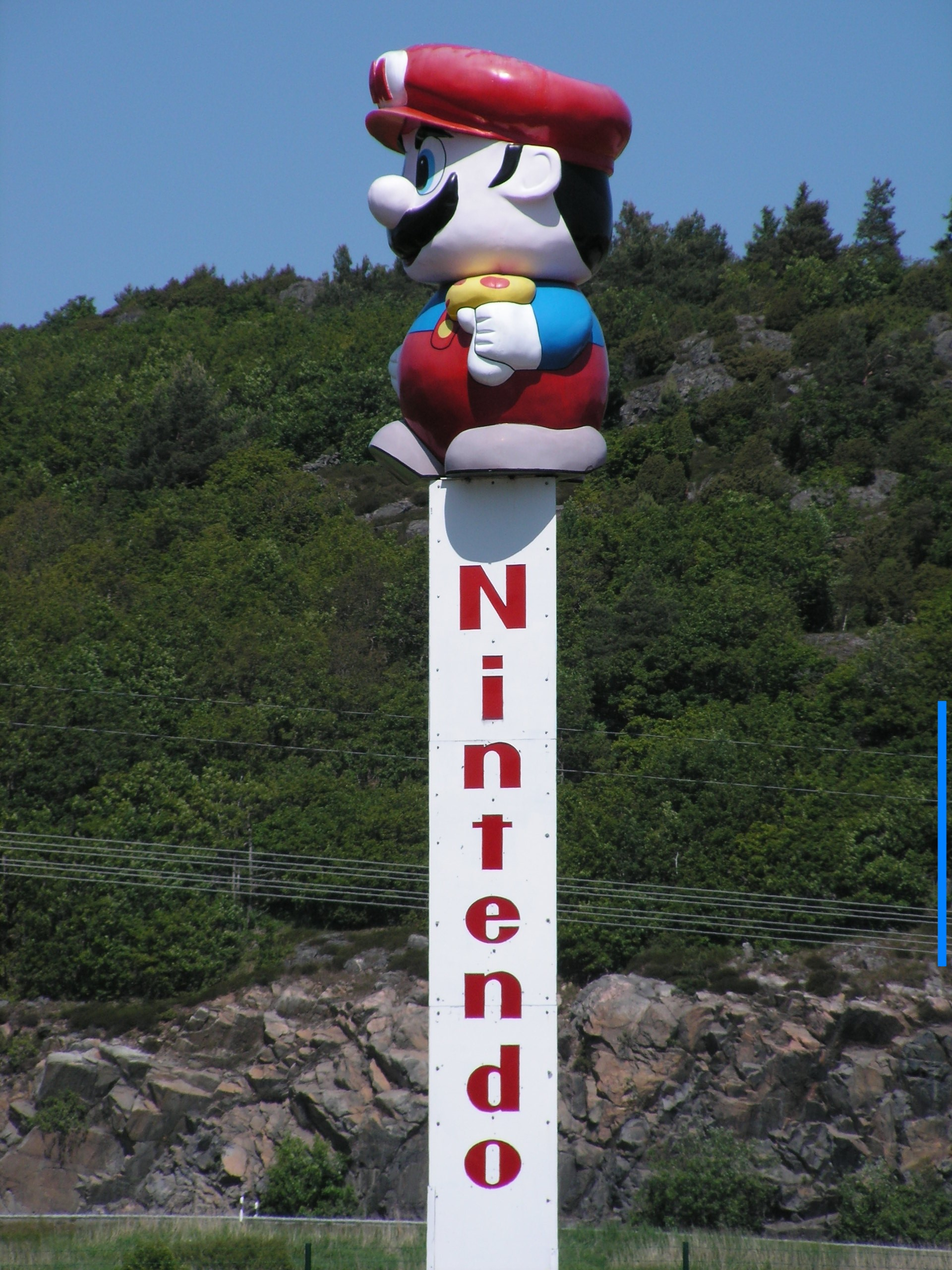
Mario est le personnage principal de la série.

Dans les jeux en 2D de la série Super Mario, le gameplay consiste principalement à sauter sur les ennemis et éviter leurs attaques. Dans les jeux en 3D, des batailles ont été intégrées. L'accent est mis sur la réussite d'objectifs variés, comme battre des ennemis, atteindre des endroits spécifiques ou résoudre des puzzles. Tout au long de la série, la collecte de power-ups fait partie intégrante du gameplay.
Dans les jeux en 2D, les niveaux sont linéaires, et habituellement divisés en plusieurs parties, dans lesquelles on trouve un certain nombre d'objets cachés et de passages secrets. Les premiers jeux ont des niveaux avec une seule sortie, ce qui force le joueur à aller au prochain niveau. Super Mario Bros. 3 est le premier jeu non linéaire. Dans ce jeu, les niveaux sont montrés sur une carte, et le joueur peut progresser en empruntant plusieurs chemins différents. Il peut souvent passer un niveau sans le faire, ou encore faire les niveaux dans un ordre différent. Super Mario World introduit les niveaux à plusieurs sorties. Contrairement à Super Mario Bros. 3, où une fois un niveau terminé le joueur peut choisir le niveau suivant sur la carte, dans Super Mario World la sortie que le joueur utilise détermine le chemin qui s'ouvre à lui sur la carte.
Jusqu'à Super Mario 3D Land, les jeux en 3D de la série ont tous des niveaux non linéaires dans lesquels le joueur se déplace librement. Dans Super Mario 64, Super Mario Sunshine, Super Mario 64 DS et Super Mario Galaxy, un monde relie les niveaux du jeu ; plus d'endroits de ce monde sont accessibles à mesure que le jeu progresse. Super Mario Galaxy 2 utilise une carte comme celle de Super Mario World. Dans ces jeux, chaque niveau est un niveau fermé dans lequel le joueur est libre de se déplacer dans toutes les directions et de découvrir l'environnement sans limite de temps. Le joueur rassemble des étoiles de puissances ou des soleils dans chaque niveau ; certaines d'entre elles n'apparaissent qu'après avoir réalisé un objectif, souvent révélé par un indice donné en entrant dans le niveau. À mesure que le joueur collecte des étoiles ou des soleils, de nouvelles zones du monde principal sont accessibles ; il peut ainsi accéder à de nouveaux niveaux.

## Principales zones
Chaque jeu Super Mario possède ses propres zones :
- L'overworld et le souterrain sont apparus dans Super Mario Bros. ;
- Les manoirs sont présents depuis Super Mario World ;
- Les cieux sont présents à partir de Super Mario Land. Depuis 2006, le concept des cieux change : il permet d'aller soit dans une zone différente ou de trouver un passage secret ;
- Les châteaux sont présents depuis Super Mario Bros.. À partir de 2006, les châteaux ont été transformés pour devenir plus difficiles. Dans Super Mario 3D World, une tour infernale permet d'affronter Bowser chat si on a assez d'étoiles.
- Les mini-tours sont présentes à partir de Super Mario Bros. 3 et permettent d'affronter des mini-boss ;
- La zone aquatique est apparue à partir de Super Mario Bros. ;
- La forteresse est arrivée dans Super Mario Bros. 3.
- La warp zone est apparue dans Super Mario Bros.. Dans Super Mario Bros. 3 et Super Mario World, le concept a changé : il fallait obtenir un objet ou arriver à une fin de niveau cachée. Dans les jeux New Super Mario Bros., un nouvel objet, le canon, est ajouté pour la warp zone (dans ces épisodes sous forme de niveau). Dans Super Mario Odyssey, le joueur peut se téléporter via un cadre.

## Éléments récurrents
Les blocs à objets apparaissent au début de la série, dans le jeu Super Mario Bros.. Dans ce jeu ainsi que dans plusieurs des épisodes suivants, ces blocs contiennent des pièces ou des power-ups qui aident le joueur dans sa progression.
Le super champignon est le power-up le plus présent de la série. C'est un champignon rouge avec des taches blanches. Quand Mario en prend un, il augmente de taille et peut alors casser certains blocs. Il redevient petit quand il est touché par un ennemi. Quand Mario est grand, la plupart des blocs qui donnent habituellement un super champignon offrent à la place un power-up plus puissant comme la fleur de feu, la fleur de glace, la feuille tanooki, etc. Shigeru Miyamoto déclare dans une interview que le super champignon a été créé par hasard, après un test en bêta de Super Mario Bros. qui a montré que Mario était trop grand. Ils ont donc ajouté des champignons pour que Mario grandisse et rapetisse. Les avancées technologiques permettent ensuite d'avoir un grand Mario, mais plus tard, le power-up a été introduit pour le rendre « super » seulement comme effet en bonus.
Le champignon poison apparaît pour la première fois dans Super Mario Bros.: The Lost Levels. Contrairement au super champignon, il cause des dommages à Mario similaires à l'attaque d'un ennemi. Il est représenté comme un champignon violet avec une tête de mort qui fronce les sourcils. Il apparaît aussi dans Super Mario 3D Land, où il a la capacité supplémentaire de poursuivre Mario et Luigi.
Le champignon 1-Up est un objet qui apparaît fréquemment dans les jeux, et pour la première fois dans Super Mario Bros.. Il est vert avec des points blancs. Quand Mario en prend un, il reçoit une vie supplémentaire. Dans Super Mario Bros., les champignons 1-Up sont parfois cachés dans des blocs invisibles. Dans les jeux en 3D, il y a des champignons qui apparaissent seulement si Mario marche à un endroit précis, et des champions 1-Up qui ne bougent pas.
La fleur de feu est un des powerups originaux, étant apparu pour la première fois dans Super Mario Bros. Elle transforme Mario en Mario de feu, qui peut lancer des boules de feu sur les ennemis. Son apparence a un peu changé depuis le début ; dans l'original, il s'agissait d'une fleur clignotante jaune/rouge, dans Super Mario World c'était devenu une simple fleur orange. La fleur de feu moderne a deux yeux sur un visage blanc sans bouche, entouré d'un anneau jaune et d'un anneau orange.
La fleur de glace, qui apparaît pour la première fois dans Super Mario Galaxy, apparaît dans des niveaux spécifiques. Cet objet change Mario en glace et lui permet de marcher sur l'eau en gelant la surface. Dans New Super Mario Bros. Wii, sa fonction change et permet à Mario de jeter des projectiles de glace qui gèlent les ennemis. Ceux-ci se trouvent alors bloqués dans un bloc de glace et ne peuvent plus bouger. Mario peut casser le bloc ou le lancer sur un autre ennemi.
La super étoile est une étoile en 2D qui sourit et qui brille apparue dans Super Mario Bros.. Quand Mario la touche, il devient temporairement invincible et, dans certains jeux, est plus rapide. Super Mario Bros. 3 est le seul jeu dans lequel Mario fait un saut périlleux en sautant après avoir touché une super étoile. Un objet similaire, l'étoile arc-en-ciel, apparaît dans Super Mario Galaxy et donne à peu près les mêmes pouvoirs, mais Mario a les couleurs d'un arc-en-ciel.
L'étoile de puissance est un objet que Mario doit récolter dans les niveaux pour progresser dans certains jeux de la série, par exemple Super Mario 64 DS et Super Mario Galaxy.
La super feuille est un objet apparu dans Super Mario Bros. 3. Quand Mario en prend une, il peut voler après avoir couru, battre des ennemis et casser des blocs en tournant sa queue de raton-laveur. Dans Super Mario 3D Land, la Feuille Tanooki réapparaît, et Mario peut toujours battre des ennemis avec sa queue, mais au lieu de voler, il peut ralentir sa chute.
Le costume tanooki est un objet qui apparaît aussi dans Super Mario Bros. 3. Il a les mêmes effets que la feuille Tanooki, mais permet à Mario de se transformer en statue invincible pendant cinq secondes environ. Dans Super Mario 3D Land, cet objet réapparaît sous la forme d'une feuille tanooki argentée, appelée feuille statue. Avec cet objet, Mario et Luigi ont un foulard, et une charge au sol permet de se transformer en statue pour un long moment, ou jusqu'à ce que le joueur lâche le bouton R.
Les pièces se trouvent souvent dans les niveaux des jeux de la série, et des avantages sont donnés au joueur s'il les collecte. Dans la plupart des jeux Super Mario, le joueur reçoit une vie supplémentaire après avoir ramassé un certain nombre de pièces, souvent 50 ou 100. Dans Super Mario 64, Super Mario Sunshine, Super Mario 64 DS, Super Mario Galaxy et Super Mario Galaxy 2, les pièces guérissent le joueur après qu'il s'est fait toucher par un ennemi, ou lui donnent de l'air quand le personnage est sous l'eau. Dans Super Mario 64, une Étoile de puissance est gagnée dans chaque niveau après avoir ramassé 100 pièces. Il y a aussi des niveaux de ce jeu dans lesquels il faut collecter huit pièces rouges, valant deux pièces normales chacune, pour gagner une étoile de puissance. Dans Super Mario Sunshine, quand Mario collecte 100 pièces, il reçoit un soleil. Dans Super Mario Galaxy et Super Mario Galaxy 2, après avoir terminé le jeu une première fois, des niveaux dans lesquels Mario doit trouver un certain nombre de pièces violettes pour gagner une étoile de puissance sont débloqués. Dans Super Mario Galaxy 2, les pièces peuvent aussi être utilisées pour nourrir des Lumas affamés.
Les tuyaux sont un moyen de transport utilisé dans beaucoup de jeux Super Mario. Ils sont le plus souvent verts, mais ils peuvent aussi être argentés, rouges, bleus ou jaunes et ont plusieurs utilités. En plus d'être un moyen de transport vers une zone cachée ou un raccourci, ils peuvent aussi contenir des ennemis, habituellement des plantes Piranha, et lancer le personnage dans les airs (apparaît beaucoup dans New Super Mario Bros.).
Les Goombas sont les premiers ennemis de la série ; ils apparaissent au début de Super Mario Bros.. Ce sont aussi les plus présents. Ils ressemblent à des champignons sur pattes, avec des sourcils touffus et parfois des crocs. Ils blessent Mario s'ils le touchent, mais leur sauter dessus une fois suffit pour les tuer.
New Super Mario Bros. 2 dispose d'un power-up spécial : le raton-laveur blanc. Si le joueur perd un certain nombre de vies dans un niveau, le bloc apparaît et il faut le frapper pour obtenir l'immunité. Mario est invincible contre les ennemis, mais il n'est pas immunisé contre la lave et les trous.

## Univers
Le jeu se déroule généralement dans le Royaume Champignon. C'est une monarchie constitutionnelle dirigée par la princesse Peach. Plusieurs territoires bordent le village des Toads, comme des prairies, des déserts, des montagnes et des volcans. Bien que la princesse Peach, Mario et Luigi soient humains, les citoyens, les Toad, ressemblent à des champignons. Les boss se trouvent dans le château de Bowser.
Super Mario Bros. 3 se déroule dans le Royaume Champignon, composé de huit provinces. Sept d'entre elles sont des Royaumes Champignon, et sont dirigées par des rois champignons indépendants. La huitième province est dirigée par Bowser, roi des Koopas.
Super Mario Land se déroule dans le royaume de Sarasaland, divisé en quatre parties : Birabuto, Muda, Easton, et Chai.
Super Mario World se passe dans Yoshi's Island, un continent où Mario, Luigi et la princesse Peach vont en vacances après Super Mario Bros. 3.
Super Mario 64 est le seul épisode qui se passe dans le château de Peach, qui sert de monde principal, et d'où l'on accède aux niveaux. On atteint ceux-ci en sautant dans des tableaux, qui sont des portails vers des niveaux imaginaires créés par Bowser.
Super Mario Sunshine se déroule sur l'île Delfino. C'est une île tropicale sur laquelle se rendent Mario, la princesse Peach et Papy Champi pour y passer des vacances. Elle est divisée en neuf mondes.
Super Mario 64 DS se passe dans le château de Peach ou Yoshi doit sauver Mario, Luigi et Wario. C'est la principale nouveauté du jeu où Mario est à débloquer.
Super Mario Galaxy se passe dans l'espace. Les galaxies sont accessibles depuis six dômes, situés sur un observatoire.
Super Mario Galaxy 2 se déroule également dans les galaxies. Elles sont accessibles par des cartes depuis un planétoïde qui a la forme de la tête de Mario.
Super Mario 3D World se passe dans le Royaume des Libellas, un monde assez semblable au Royaume Champignon. On peut aller dans les niveaux à partir d'une carte similaire à celle de Super Mario Bros. 3.
Super Mario Odyssey se déroule à travers toute la planète, et même sur la Lune à la fin du jeu.
Super Mario Bros. Wonder se déroule dans le Royaume des Fleurs, un monde proche du Royaume Champignon.

## Musique
Beaucoup de musiques originales et d'effets sonores du Super Mario Bros. original sont devenus emblématiques de la série et sont repris dans les épisodes plus récents. La musique principale de Super Mario Bros., devenue très populaire autour du monde, a été composée par Kōji Kondō,. La musique des niveaux sous l'eau de Super Mario Bros. apparaît souvent en tant que musique de l'écran titre, par exemple dans Super Mario Sunshine, les Super Mario Advance, et Super Mario All-Stars des quatre jeux NES.
En avril 2023, le thème musical de Super Mario devient la première musique de jeu vidéo à faire son entrée au National Recording Registry, le patrimoine sonore américain,.

## Prédiction
En 2024, le mathématicien Erik D. Demaine publie une étude affirmant que les jeux de la série Super Mario mettent en échec leurs superordinateurs. En effet, il leur est impossible de prédire si un niveau peut être complété par un joueur ou non sans lancer le niveau,.

## Liste des jeux
| 1985 | Super Mario Bros.                    |
| 1986 | The Lost Levels                      |
| 1987 |                                      |
| 1988 | Super Mario Bros. 2                  |
| 1988 | Super Mario Bros. 3                  |
| 1989 | Super Mario Land                     |
| 1990 | Super Mario World                    |
| 1991 |                                      |
| 1992 | Super Mario Land 2                   |
| 1993 |                                      |
| 1994 | Super Mario Land 3                   |
| 1995 | Yoshi's Island                       |
| 1996 | Super Mario 64                       |
| 1997 |                                      |
| 1998 |                                      |
| 1999 |                                      |
| 2000 |                                      |
| 2001 |                                      |
| 2002 | Super Mario Sunshine                 |
| 2003 |                                      |
| 2004 | Super Mario 64 DS                    |
| 2005 |                                      |
| 2006 | New Super Mario Bros.                |
| 2007 | Super Mario Galaxy                   |
| 2008 |                                      |
| 2009 | New Super Mario Bros. Wii            |
| 2010 | Super Mario Galaxy 2                 |
| 2011 | Super Mario 3D Land                  |
| 2012 | New Super Mario Bros. 2              |
| 2012 | New Super Mario Bros. U              |
| 2013 | Super Mario 3D World                 |
| 2014 |                                      |
| 2015 | Super Mario Maker                    |
| 2016 | Super Mario Run                      |
| 2017 | Super Mario Odyssey                  |
| 2018 |                                      |
| 2019 | New Super Mario Bros. U Deluxe       |
| 2019 | Super Mario Maker 2                  |
| 2020 | Super Mario 3D All-Stars             |
| 2020 | Super Mario Bros. 35                 |
| 2021 | Super Mario 3D World + Bowser's Fury |
| 2022 |                                      |
| 2023 | Super Mario Bros. Wonder             |

### Épisodes sur consoles de salons

#### NES
- Super Mario Bros. (1985)
- Super Mario Bros.: The Lost Levels (1986) : suite de Super Mario Bros., sorti au Japon sous le nom de Super Mario Bros. 2, puis dans le reste du monde dans la compilation Super Mario All-Stars
- Super Mario Bros. 2 (1988) : remake de Yume Kōjō: Doki Doki Panic, sorti sous le nom Super Mario USA au Japon
- Super Mario Bros. 3 (1988)

#### Super Nintendo
- Super Mario World (1990)
- Super Mario All-Stars (1993) : compilation et remake des quatre Super Mario Bros. sortis sur NES.
- Super Mario World 2: Yoshi's Island (1995) : premier épisode la série des jeux de plateformes Yoshi, n'est pas un Super Mario à proprement parler.

#### Nintendo 64
- Super Mario 64 (1996)

#### GameCube
- Super Mario Sunshine (2002)

#### Wii
- Super Mario Galaxy (2007)
- New Super Mario Bros. Wii (2009)
- Super Mario Galaxy 2 (2010)
- Super Mario All-Stars : Édition limitée (2010) : version SNES originale de Super Mario All-Stars en édition limitée pour le 25e anniversaire de Super Mario Bros.

#### Wii U
- New Super Mario Bros. U (2012)
- Super Mario 3D World (2013)
- Super Mario Maker (2015)

#### Nintendo Switch
- Super Mario Odyssey (2017)
- New Super Mario Bros. U Deluxe (2019)
- Super Mario Maker 2 (2019)
- Super Mario 3D All-Stars (2020)
- Super Mario Bros. 35 (2020) : battle royale à 35 personnes au travers des stages de Super Mario Bros.
- Super Mario 3D World + Bowser's Fury (2021)
- Super Mario Bros. Wonder (2023)

### Épisodes sur consoles portables

#### Game Boy
- Super Mario Land (1989)
- Super Mario Land 2: 6 Golden Coins (1992)
- Wario Land: Super Mario Land 3 (1994) : premier épisode de la série Wario Land, n'est pas un Super Mario à proprement parler.

#### Game Boy Color
- Super Mario Bros. Deluxe (1999) : remake de Super Mario Bros. et de Super Mario Bros.: The Lost Levels

#### Game Boy Advance
- Super Mario Advance (2001) : réédition améliorée de Super Mario Bros. 2
- Super Mario Advance 2 (2001) : réédition améliorée de Super Mario World
- Super Mario Advance 3 (2002) : réédition améliorée de Super Mario World 2: Yoshi's Island, n'est pas un Super Mario à proprement parler.
- Super Mario Advance 4 (2003) : réédition améliorée de Super Mario Bros. 3

#### Nintendo DS
- Super Mario 64 DS (2004) : remake de Super Mario 64
- New Super Mario Bros. (2006)

#### Nintendo 3DS
- Super Mario 3D Land (2011)
- New Super Mario Bros. 2 (2012)
- Super Mario Maker for Nintendo 3DS (2016)

### Épisodes sur autres supports
- Super Mario Run (2016)
- Game & Watch: Super Mario Bros. (2020)

## Ventes
| Jeu                                                      | Année                                                    | Console originale                                        | Ventes totales (en millions) |
| -------------------------------------------------------- | -------------------------------------------------------- | -------------------------------------------------------- | ---------------------------- |
| Super Mario Bros.                                        | 1985                                                     | NES                                                      | 40,24                        |
| Super Mario Bros. 2                                      | 1987                                                     | NES                                                      | 10,0                         |
| Super Mario Bros. 3                                      | 1988                                                     | NES                                                      | 18,0                         |
| Super Mario Land                                         | 1989                                                     | Game Boy                                                 | 18,14                        |
| Super Mario World                                        | 1990                                                     | SNES                                                     | 20,61                        |
| Super Mario Land 2: 6 Golden Coins                       | 1992                                                     | Game Boy                                                 | 11,18                        |
| Super Mario All-Stars                                    | 1993                                                     | SNES                                                     | 10,55                        |
| Wario Land: Super Mario Land 3                           | 1994                                                     | Game Boy                                                 | 5,19                         |
| Super Mario World 2: Yoshi's Island                      | 1995                                                     | SNES                                                     | 4,12                         |
| Super Mario 64                                           | 1996                                                     | Nintendo 64                                              | 11,91                        |
| Super Mario Bros. Deluxe                                 | 1999                                                     | Game Boy Color                                           | 5,07                         |
| Super Mario Advance                                      | 2000                                                     | Game Boy Advance                                         | 5,57                         |
| Super Mario Advance 2                                    | 2001                                                     | Game Boy Advance                                         | 5,69                         |
| Super Mario Advance 3                                    | 2002                                                     | Game Boy Advance                                         | 2,83                         |
| Super Mario Sunshine                                     | 2002                                                     | GameCube                                                 | 5,91                         |
| Super Mario Advance 4                                    | 2003                                                     | Game Boy Advance                                         | 5,43                         |
| Famicom Mini: Super Mario Bros.                          | 2004                                                     | Game Boy Advance                                         | 1,37                         |
| Famicom Mini: Super Mario Bros. 2                        | 2004                                                     | Game Boy Advance                                         | 0,37                         |
| Super Mario 64 DS                                        | 2004                                                     | DS                                                       | 11,06                        |
| New Super Mario Bros.                                    | 2006                                                     | DS                                                       | 30,80                        |
| Super Mario Galaxy                                       | 2007                                                     | Wii                                                      | 12,80                        |
| New Super Mario Bros. Wii                                | 2009                                                     | Wii                                                      | 30,32                        |
| Super Mario Galaxy 2                                     | 2010                                                     | Wii                                                      | 7,41                         |
| Super Mario All-Stars 25th Anniversary Edition           | 2010                                                     | Wii                                                      | 2,24                         |
| Super Mario 3D Land                                      | 2011                                                     | 3DS                                                      | 12,84                        |
| New Super Mario Bros. 2                                  | 2012                                                     | 3DS                                                      | 13,39                        |
| New Super Mario Bros. U                                  | 2012                                                     | Wii U                                                    | 5,81                         |
| Super Mario 3D World                                     | 2013                                                     | Wii U                                                    | 5,88                         |
| Super Mario Maker                                        | 2015                                                     | Wii U                                                    | 4,02                         |
| Super Mario Maker for Nintendo 3DS                       | 2016                                                     | 3DS                                                      | 3,68                         |
| Super Mario Odyssey                                      | 2017                                                     | Switch                                                   | 27,96                        |
| New Super Mario Bros. U Deluxe                           | 2019                                                     | Switch                                                   | 16,70                        |
| Super Mario Maker 2                                      | 2019                                                     | Switch                                                   | 8,42                         |
| Super Mario 3D All-Stars                                 | 2020                                                     | Switch                                                   | 9,07                         |
| Super Mario 3D World + Bowser's Fury                     | 2021                                                     | Switch                                                   | 13,47                        |
| Super Mario Bros. Wonder                                 | 2023                                                     | Switch                                                   | 13,44                        |
| Ventes totales des jeux Super Mario (au 09 juillet 2024) | Ventes totales des jeux Super Mario (au 09 juillet 2024) | Ventes totales des jeux Super Mario (au 09 juillet 2024) | 417,4                        |

Les jeux de la série Super Mario se sont toujours bien vendus. Le nombre total de ventes est de 417,4 millions jusqu'au 9 juillet 2024[réf. nécessaire], ce qui fait de Super Mario la série de jeux vidéo la plus vendue de l'histoire. Super Mario Bros. a également été de nombreuses années le jeu vidéo le plus vendu de l'histoire. C'est aussi le jeu le plus vendu sur la Nintendo Entertainment System avec 40,24 millions d'exemplaires et ses deux suites, Super Mario Bros. 3 (18 millions de ventes) et Super Mario Bros. 2 (10 millions de ventes), sont deuxième et troisième. Super Mario World est le jeu le mieux vendu sur Super Nintendo, avec 20,61 millions d'exemplaires vendus. Super Mario 64 est le jeu le plus vendu sur Nintendo 64 (11,91 millions d'exemplaires), tandis que Super Mario Sunshine est le deuxième jeu le plus vendu sur GameCube, derrière Super Smash Bros. Melee, avec 5,91 millions de ventes. Super Mario Galaxy a été vendu à 12,80 millions d'exemplaires jusqu'au 31 décembre 2021 et est le sixième jeu le plus vendu sur Wii. Super Mario Galaxy 2 a été vendu à 7,41 millions d'exemplaires jusqu'au 31 décembre 2021. Super Mario Odyssey s'est écoulé à 27,96 millions d'exemplaires et est le cinquième jeu le plus vendu sur Nintendo Switch. Sur cette même console, Super Mario Bros. Wonder a été vendu à 4,3 millions d exemplaires en deux semaines de commercialisation, faisant de ce jeu le meilleur démarrage de la franchise.
Les jeux Super Mario se sont bien vendus également sur les consoles portables. Super Mario Land a été vendu à 18,14 millions d'exemplaires sur Game Boy, et est le quatrième plus vendu sur cette console. Sa suite, Super Mario Land 2: 6 Golden Coins, a été vendu à 11,18 millions de copies, et se place au douzième rang. Wario Land: Super Mario Land 3 s'est vendu à 5,19 millions d'exemplaires. New Super Mario Bros., sur Nintendo DS, s'est vendu à 30,80 millions de copies, ce qui fait de lui le jeu le plus vendu pour cette console. Super Mario 64 DS a été vendu à 11,06 million d'exemplaires, ce qui le place au huitième rang des jeux DS.